# Margaroperdix
Margaroperdix is een geslacht van vogels uit de familie fazantachtigen (Phasianidae).

## Soorten
Het geslacht bestaat uit slechts één soort:
- Margaroperdix madagarensis – Madagaskarpatrijs